# Casa Grande del Pueblo
A Casa Grande del Pueblo (Português: Casa Grande do Povo), é a residência presidencial boliviana que substituiu o Palacio Quemado em 2018. Inaugurado no dia 9 de agosto de 2018 durante a presidência de Evo Morales como a residência oficial do Presidente da Bolívia, o governo interino de Jeanine Áñez voltou a ocupar o Palácio Quemado entre 2019 e 2020. Seguindo a inauguração de Luis Arce no dia 8 de novembro de 2020, voltou a ser a residência presidencial.

## História

### Planejamento
A proposta para a torre foi inicialmente recusada devido as restrições municipais de altura do distrito histórico, com o escritório prefeitural de Paz declarando que os Padrões de Uso de Terra e Estabelecimento proibiam tais edifícios, com o representante Luis Lugones declarando que "Se o governo quiser construir um palácio entre 10 ou 12 andares, acabará sendo proibido". Aliados do Presidente Evo Morales na Assembleia Legislativa Plurinacional da Bolívia ajudaram na circundação da lei, permitindo a construção da torre.
O local proposto para a construção da torre, Casa Alencastre, ex residência do arcebispo construída em 1821, antes da criação do Estado Biliviano, foi envolto em controvérsia. Grupos culturais e históricos oporam-se à destruição da Casa Alencastre. Por fim, o edifício histórico foi destruído.
A Casa Grande del Pueblo foi inaugurada por Morales em 9 de agosto de 2018 com um custo de $34 milhões.

### Projetos e características
A torre de 29 andares e 120 metros de altura foi o edifício mais alto da Capital de La Paz quando completado.
No lobby, um mural de Pacha Mama criado por Roberto Mamani Mamani [en] é apresentado enquanto um arco apresenta 36 faces, metade de homens e metade de mulheres, representando os 36 grupos indígenas reconhecidos na Bolívia. No exterior, três símbolos são apresentados representando as três zonas climáticas da Bolívia; os Andes, as bacias das montanhas e os planaltos.
O prédio tem um heliponto e os dois andares superiores são reservados ao presidente, tendo um ginásio, spa e um elevador particular. O tamanho total do área presidencial é de 1,068 metros quadrados. O quarto é de 61 metros quadrados e possuí móveis especificamente projetados, incluindo uma cama com padrões indígenas enfeitando o redor. O banheiro e o vestiário metem 47 metros quadrados e possuí tanto um banheiro quanto uma jacuzzi. Uma sala de espera é decorada com uma pintura com diversos retratos de políticos internacionais, incluindo Nelson Mandela e Fidel Castro.